# SK Brann (női csapat)
Az Sportsklubben Brann sportklub női labdarúgó szakosztályát 1978-ban hozták létre Bergenben. A norvég Toppserien tagja.

## Klubtörténet
A klub a 2022-es idénytől fuzionált az Idrettslaget Sandviken csapatával, és teljeskörű jogutódjaként az SK Brann női szakosztályaként működik.

## Eredmények
- Norvég bajnok (2): 2021, 2022

- Norvég kupagyőztes (2): 1995, 2022

## A klub híres játékosai

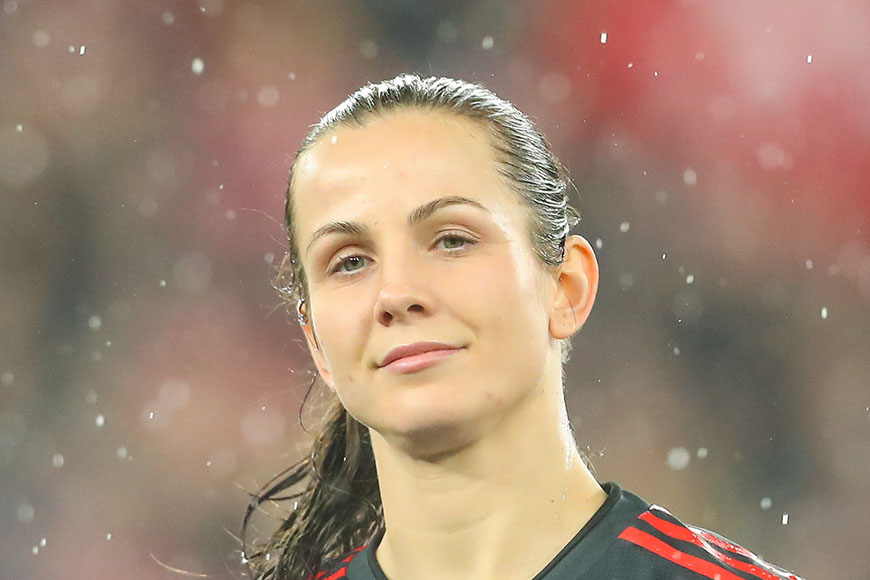
Tuva Hansen

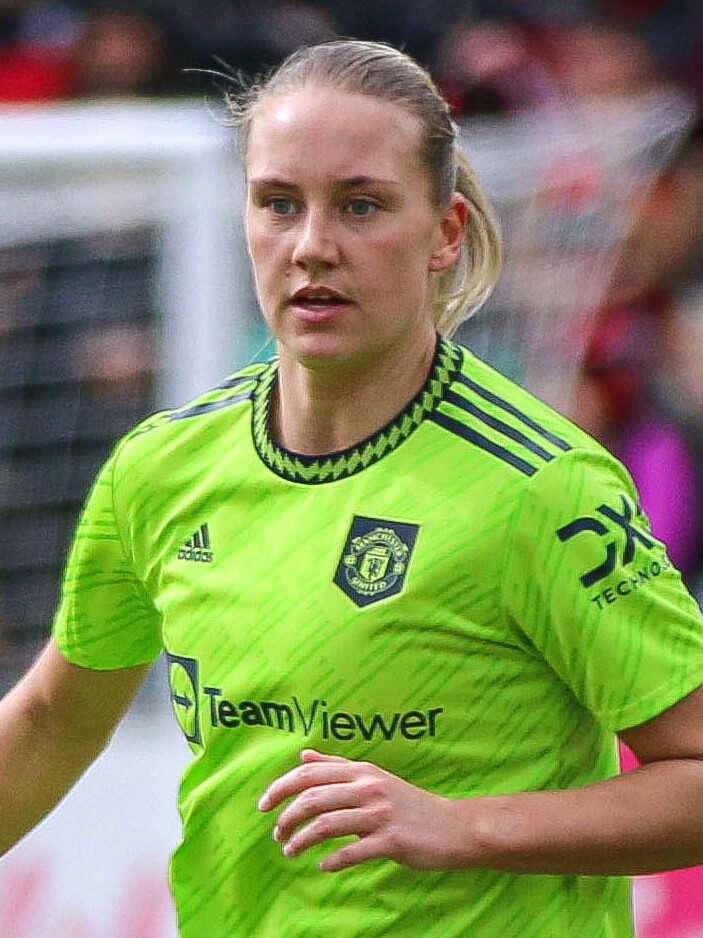
Lisa Naalsund

## Játékoskeret
2020. április 26-tól
| #  |     | Poszt | Név                       |
| -- | --- | ----- | ------------------------- |
| 1  | NOR | K     | Aurora Mikalsen           |
| 21 | NOR | K     | Sandra Stavenes           |
| 2  | NOR | V     | Cecilie Redisch Kvamme    |
| 3  | ISL | V     | Natasha Anasi-Erlingsson  |
| 4  | FIN | V     | Nanne Ruuskanen           |
| 5  | NOR | V     | Ingrid Østervold Stenevik |
| 9  | USA | V     | Amanda Frisbie            |
| 15 | NOR | V     | Marthine Østenstad        |
| 19 | NOR | V     | Marit Bratberg Lund       |
| 22 | GER | V     | Sara Ritter               |
| 6  | NOR | KP    | Mille Aune                |

| #  |     | Poszt | Név                    |
| -- | --- | ----- | ---------------------- |
| 7  | NOR | KP    | Rakel Engesvik         |
| 8  | NOR | KP    | Karoline Haugland      |
| 13 | AUS | KP    | Tameka Yallop          |
| 14 | NOR | KP    | Rikke Nygard           |
| 16 | NOR | KP    | Signe Gaupset          |
| 17 | NOR | KP    | Ida Holm Neset         |
| 18 | NOR | KP    | Nora Eide Lie          |
| 10 | NOR | CS    | Andrine Hegerberg      |
| 11 | USA | CS    | Alyssa Walker          |
| 24 | AUS | CS    | Larissa Crummer        |
| 99 | NOR | CS    | Maria Dybwad Brochmann |

## Korábbi híres játékosok
| - Therese Sessy Åsland - Guro Bergsvand - Melissa Bjånesøy - Oda Bogstad - Amalie Eikeland - Gro Espeseth - Tone Gunn Frustøl - Nora Gjøen-Gjøsæter - Kristina Grøndal - Tuva Hansen - Margunn Haugenes - Marte Bjelde Hjelmhaug - Stine Hovland - Astrid Johannessen | - Lise Klaveness - Lisa Naalsund - Anne Nymark Andersen - Nina Nymark Andersen - Mathilde Sangolt - Trine Stenberg - Trude Stendal - Danya Barsalona - Marije Brummel - Sheila van den Bulk - Svava Rós Guðmundsdóttir - Ruesha Littlejohn - Maureen Mmadu - Kennya Cordner |